# Мајнонг, Висконсин
Мајнонг, Висконсин (енгл. Minong) град је у америчкој савезној држави Висконсин.

## Демографија
По попису из 2010. године број становника је 527, што је 4 (-0,8%) становника мање него 2000. године.
| Група             | 2000.       | 2010.       |
| Белци             | 513 (96,6%) | 483 (91,7%) |
| Афроамериканци    | 0 (0,0%)    | 2 (0,4%)    |
| Азијати           | 2 (0,4%)    | 1 (0,2%)    |
| Хиспаноамериканци | 4 (0,8%)    | 32 (6,1%)   |
| Укупно            | 531         | 527         |